# Chapel-en-le-Frith
Chapel-en-le-Frith är en stad och civil parish i distriktet High Peak i Derbyshire i England. Orten har 8 635 invånare (2011).
Sångaren Lloyd Cole växte upp i Chapel-en-le-Frith.